# Dischidia melanesica
Dischidia melanesica là một loài thực vật có hoa trong họ La bố ma. Loài này được Fosberg mô tả khoa học đầu tiên năm 1940.